# Lilletjärnen, Värmland
Lilletjärnen är en sjö i Årjängs kommun i Värmland och ingår i Göta älvs huvudavrinningsområde. Sjöns area är 0,011 kvadratkilometer och den är belägen 275 meter över havet.